# Merly Zambrano
Merly Cristina Zambrano Mendoza (El Carmen, 7 de diciembre de 1981) es una futbolista internacional ecuatoriana que juega como defensa. Jugó para Ecuador en la Copa Mundial Femenina de la FIFA del 2015.

## Biografía
Merly Zambrano comenzó a practicar el fútbol a los 8 años de edad, cuando su hermano Manuel salía a trabajar con sus amigos del barrio, ella solía seguirlo. Dejó su ciudad natal, El Carmen y se fue a vivir a Imbabura, donde fue seleccionada en su colegio y de la provincia.
Posteriormente, llegó a Quito y representó a la Provincia de Pichincha; además, jugó en el club Galicia de la Liga Barrial la Floresta, allí conoció a Mauricio García, entrenador que la proyecta al fútbol profesional.
Su mayor orgullo ha sido representar a Ecuador en la Copa Mundial efectuada en Canadá, en el año 2015.

## Trayectoria

### Espuce
Como futbolista profesional, se inició jugando para el club Espuce en el año 2013, en dicha institución milito hasta el año 2018.

### El Nacional
En el año 2019 fichó por el Club Deportivo El Nacional.

### Quito F.C.
Para el año 2020, Merly es contratada por el Quito F.C.

### Club Ñañas
En el tercer trimestre del año 2020 es contratada por el club Ñañas para disputar los play offs de la Súperliga Femenina de Ecuador, en aquella institución se ha mantenido hasta el día de hoy.

## Selección nacional
Ha sido internacional con la Selección femenina de fútbol de Ecuador, en la Copa del Mundo disputada en Canadá.

### Participaciones en Copas del Mundo
| Mundial                                 | Sede   | Resultado    | Partidos | Goles |
| --------------------------------------- | ------ | ------------ | -------- | ----- |
| Copa Mundial Femenina de Fútbol de 2015 | Canadá | Primera Fase | 0        | 0     |

### Participaciones en Copa América
| Copa América               | Sede    | Resultado    | Partidos | Goles |
| -------------------------- | ------- | ------------ | -------- | ----- |
| Copa América Femenina 2014 | Ecuador | Tercer lugar | 5        | 0     |